# Bolatice (zámek)
Zámek Bolatice leží v intravilánu obce Bolatice. Ze severní, východní a jižní strany jej obklopuje firma Lanex a. s., tvořená zčásti novostavbami a zčásti budovami starého hospodářského dvora u zámku.

## Historie
Ves i hospodářský dvůr náležely od vrcholného středověku (s přestávkami) do roku 1784 cisterciáckému velehradskému klášteru. Dnešní podoba zámku zbudovaného v letech 1724–1748 je dílem přestavby ve 20. letech 18. století, dokončené v roce 1729.
Po zrušení velehradského kláštera v roce 1784 v rámci josefínských reforem připadly Bolatice i se zámkem Pruskému království, které obec vzápětí prodalo šlechtickému rodu Hennebergů.
Počátkem 19. století přešel zámek se statkem do vlastnictví rodu Lichnovských z Voštic. Ti ho roku 1926 prodali. Nový majitel Václav Bochýnek nechal zámek následujícího roku upravit. Při této úpravě došlo ke zničení řady cenných architektonických prvků, včetně nástěnných maleb v interiérech.
Po roce 1945 se zámek stal majetkem místního národního výboru a byl opět opraven. Po celkové rekonstrukci nyní slouží jako sídlo obecního úřadu.